# Schloss Pfaffendorf (Pfeffenhausen)

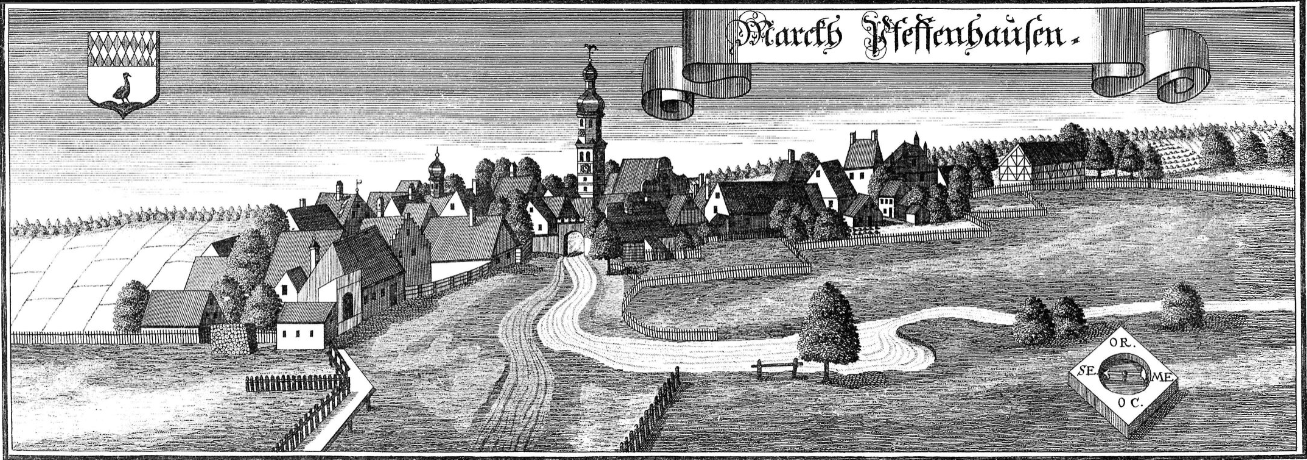
Markt Pfaffendorf nach einem Kupferstich von Michael Wening (1726)

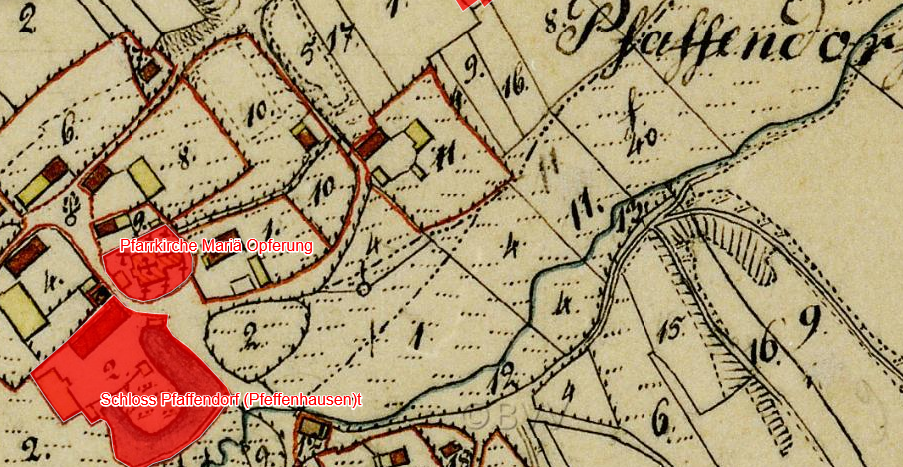
Lageplan von Schloss Pfaffendorf (Pfeffenhausen) auf dem Urkataster von Bayern

Das abgegangene Schloss Pfaffendorf  lag in Pfaffendorf, heute einem Gemeindeteil des niederbayerischen Marktes Pfeffenhausen im Landkreis Landshut. Die Anlage wird als Bodendenkmal unter der Aktennummer D-2-7337-0086 als „untertägige mittelalterliche und frühneuzeitliche Befunde im Bereich des ehem. Schlosses bzw. Edelsitzes von Pfaffendorf, darunter die Spuren von Vorgängerbauten bzw. älteren Bauphasen und abgegangenen Gebäudeteilen“ geführt.

## Beschreibung
Das Schloss Pfaffendorf lag unmittelbar südlich der  Pfarrkirche Mariä Opferung von Pfaffendorf. Weiter südöstlich fließt die Große Laber vorbei. Im Urkataster von Bayern ist um 1830 ein längliches Gebäude zu erkennen, an das südlich im rechten Winkel ein weiteres Gebäude anschließt. Diese Baumassen sind auch heute noch vorhanden, wobei nicht klar ist, ob diese  Bauten original sind. Der nach Südosten anschließende Bereich fällt zur Großen Laber ab. In diesem befindet sich ein denkmalgeschützter Bauernhof (Pfaffendorf 2 und 2a) aus dem 19. Jahrhundert. 